# Mödingen
Mödingen är en kommun och ort i Landkreis Dillingen an der Donau i Regierungsbezirk Schwaben i förbundslandet Bayern i Tyskland.
Kommunen ingår i kommunalförbundet Wittislingen tillsammans med köpingen Wittislingen och kommunen Ziertheim.